# Gorilla Tapes
Gorilla Tapes ist der Name einer britischen Video-Künstlergruppe. John Dovey (* 1955), Gavin Hodge (* 1954) und Tim Morrison (* 1955) lernten sich auf einem Video–workshop in Luton kennen und gründeten 1984 Gorilla Tapes. Bekannt geworden ist die Künstlergruppe aufgrund bissiger, politischer Scratch-Videos.
Video-Scratching ist eine Form der Videobearbeitung analog zu den Sample- und Scratchtechniken aus der Hip-Hop-Musik. Dokumentarmaterial, welches während der Regierungszeit von Margaret Thatcher aufgenommen worden ist, wird durch Gorilla Tapes verfremdet und zu den unterschiedlichsten Collageformen verdichtet.